# António Mergulhão
António Augusto Pereira Mergulhão, mais conhecido apenas como António Mergulhão (Portimão, 12 de Outubro de 1948 - 6 de Fevereiro de 2013), foi um farmacêutico e dirigente desportivo português. Destacou-se pelo apoio que deu às populações do interior algarvio em termos de serviços de análises clínicas, e pela sua colaboração com várias associações de Portimão, principalmente o Portimonense Sporting Clube.

## Biografia

### Nascimento e formação
Nasceu em 12 de Outubro de 1948, na cidade de Portimão. Era filho da farmacêutica Hermínia Mergulhão, e irmão do engenheiro e autarca Nuno Mergulhão.
Em 1973, licenciou-se em em Ciências Farmacêuticas na Faculdade de Farmácia da Universidade de Lisboa, e em 1976 especializou-se em Análises Clínicas.

### Carreira
Em 1976 foi responsável pela montagem do serviço de Análises Clínicas no Hospital de Lagos, onde foi director técnico até 1982. Também em 1976 tornou-se director técnico do Laboratório António Mergulhão, na cidade de Portimão. Esta empresa tinha vários postos de colheita no barlavento algarvio, tendo desta forma assumido um papel importante na prestação de serviços complementares de diagnóstico às populações no interior, que tinham menores possibilidades financeiras e problemas de acesso aos principais centros da região.
Entre 2002 e 2008 presidiu ao conselho fiscal da Associação Portuguesa de Analistas Clínicos, e em 2006 foi eleito como presidente da assembleia-geral da Associação Nacional de Laboratórios Clínicos. Em conjunto com outros membros do Centro de Estudos de Imunoalergologia de Portimão, foi responsável pela publicação e apresentação de vários estudos, que foram premiados pela Sociedade Portuguesa de Alergologia e Imunologia Clínica, e Astra Zeneca em 2004. Colaborou igualmente com a Universidade do Algarve, onde foi membro do conselho consultivo da Faculdade de Ciências e Tecnologias, e membro da comissão consultiva externa para o Curso de Ciências Farmacêuticas.
Ao longo da sua vida, colaborou regularmente com várias associações de Portimão, principalmente o clube de futebol Portimonense, onde atingiu em 2006 o posto de presidente da Mesa da Assembleia Geral.

### Falecimento e homenagens
Faleceu em 6 de Fevereiro de 2013, aos 64 anos de idade, devido a uma paragem cardíaca.
Em 2008, foi homenageado com a Medalha de Mérito Municipal de Portimão, grau ouro.